# Guanshan Linchang (bondby i Kina, Jiangxi Sheng, lat 28,50, long 114,54)
Guanshan Linchang (kinesiska: 官山林场) är en bondby i Kina. Den ligger i provinsen Jiangxi, i den sydöstra delen av landet, omkring 130 kilometer väster om provinshuvudstaden Nanchang. Antalet invånare är 520. Befolkningen består av 228 kvinnor och 292 män. Barn under 15 år utgör 14,0 %, vuxna 15-64 år 76 %, och äldre över 65 år 8,0 %.
Runt Guanshan Linchang är det ganska tätbefolkat, med 139 invånare per kvadratkilometer. Närmaste större samhälle är Huanggang, 2,1 km söder om Guanshan Linchang. I omgivningarna runt Guanshan Linchang växer i huvudsak blandskog.
Genomsnittlig årsnederbörd är 2 214 millimeter. Den regnigaste månaden är maj, med i genomsnitt 382 mm nederbörd, och den torraste är oktober, med 45 mm nederbörd.